# Nachbarheid

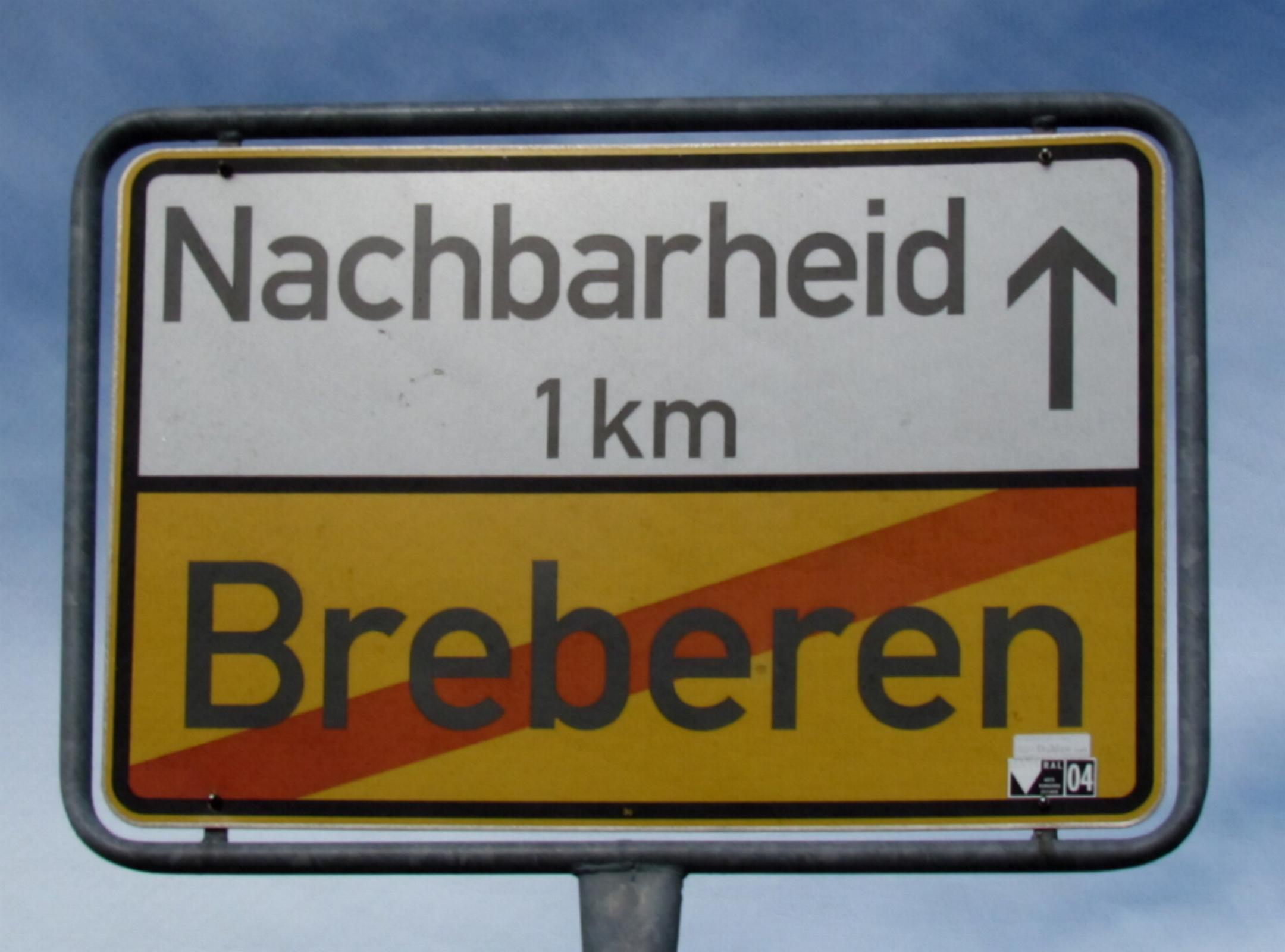
Ortshinweisschild

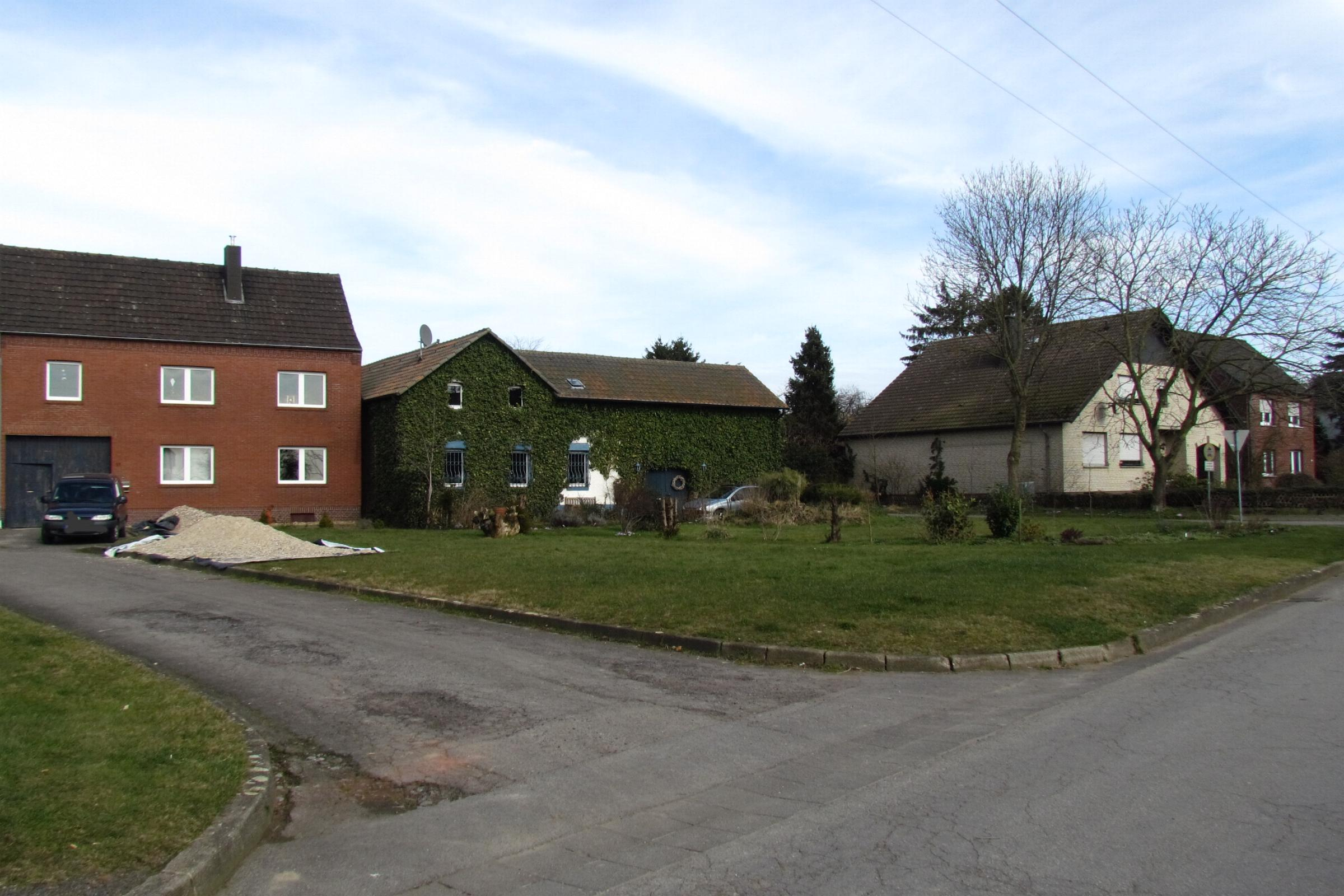
Häuser in Nachbarheid

Nachbarheid ist ein Ortsteil der Gemeinde Gangelt im Kreis Heinsberg in Nordrhein-Westfalen.

## Geographie

### Lage
Nachbarheid liegt ca. 4,5 km nördlich von Gangelt an der Kreisstraße 17. In der Nähe des Ortes befindet sich am Saeffeler Bach das Naturschutzgebiet Höngener- und Saeffeler Bruch.

### Gewässer
Bei Starkregen und bei Schneeschmelze fließt das Oberflächenwasser aus den Bereich Nachbarheid in den Saeffeler Bach (GEWKZ 2818222) und dann weiter über den Rodebach in die Maas. Der Saeffeler Bach hat eine Länge von 12,747 km bei einem Gesamteinzugsgebiet von 47,479 km².

### Nachbarorte
| Koningsbosch (NL) | Bocket                                      | Braunsrath    |
| Saeffelen         | Kompassrose, die auf Nachbargemeinden zeigt | Scheiffendahl |
| Broichhoven       | Breberen                                    | Langbroich    |

### Siedlungsform
Nachbarheid ist ein einzeiliges, beidseitig bebautes Straßendorf.

## Geschichte

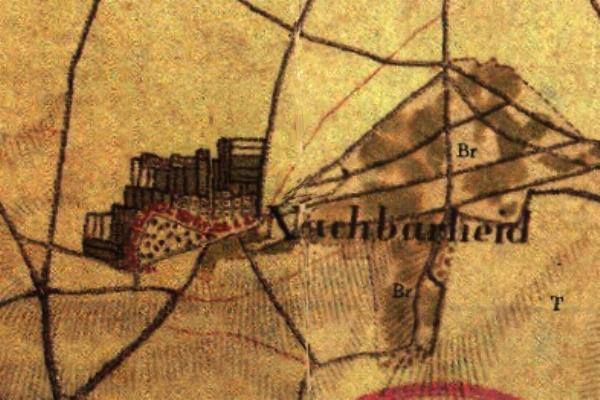
Nachbarheid auf der Tranchotkarte 1803–1820

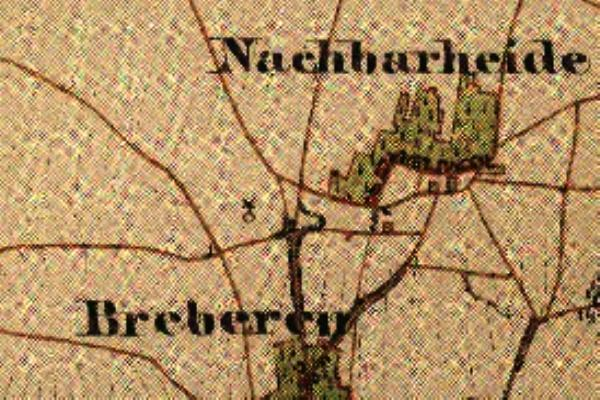
Nachbarheid auf der Urkatasterkarte von 1846

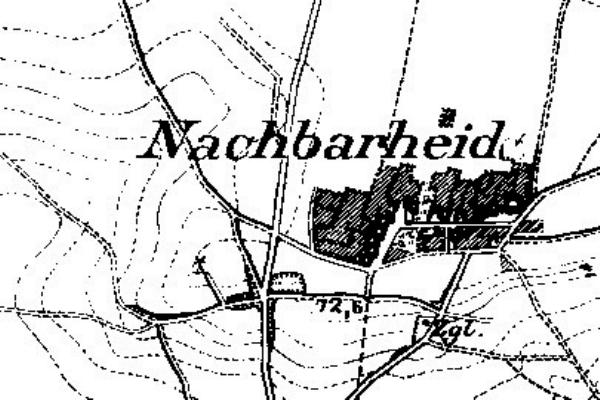
Nachbarheid auf der Neuaufnahme von 1912

### Ortsname
- 1343 Heyden
- 1533 uf der Heiden
- 1820 Nachbarheid
- 1912 Nachbarheide

### Ortsgeschichte
Nachbarheid gehörte früher zum Jülicher Amt Millen. Die Siedlung lag 1343 im Zinsbezirk Breberen der Herrschaft Heinsberg. Kirche und Gericht waren ebenfalls zugehörig zu Breberen.
Nachbarheid hatte 1828 insgesamt 138 Einwohner, 1852 waren es 177 Einwohner. Nachbarheid bildete mit den Orten Breberen Broichhoven, Brüxgen, Buscherheide und Schümm die Gemeinde Breberen-Schümm. Mit dem Gesetz zur Neugliederung von Gemeinden des Selfkantkreises Geilenkirchen-Heinsberg vom 24. Juni 1969 wurde die Gemeinde Breberen-Schümm zum 1. Juli 1969 in die Gemeinde Gangelt eingegliedert. Rechtsnachfolgerin ist die Gemeinde Gangelt.

### Kirchengeschichte

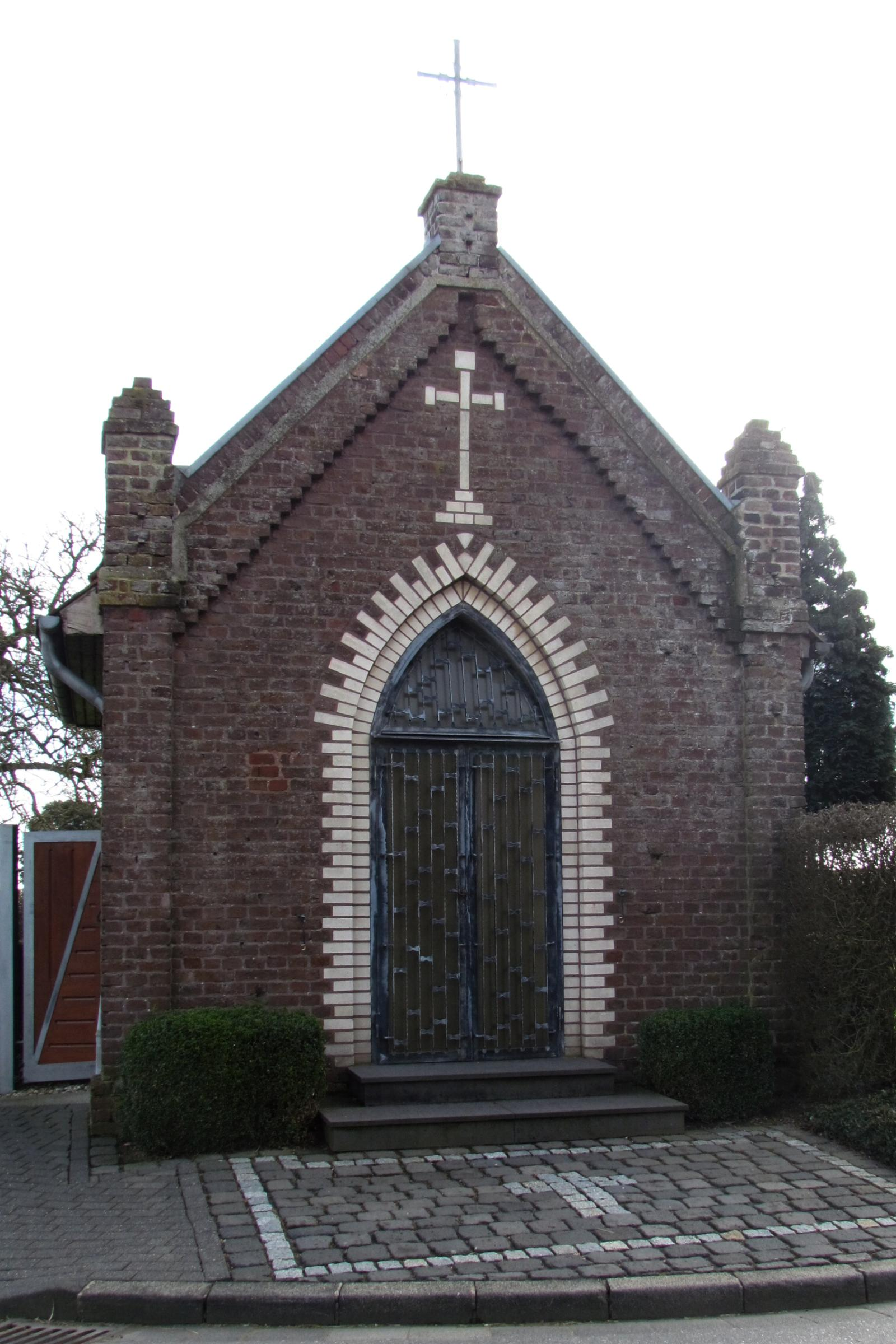
Ortskapelle in Nachbarheid

Die Pfarre St. Maternus Breberen setzt sich aus den Orten Breberen, Broichhoven, Brüxgen, Buscherheide, Nachbarheid und Schümm zusammen. Die Bevölkerung besteht zum größten Teil aus Katholiken.
Die Pfarre wird urkundlich 1079 erwähnt. Die Herren von Millen waren die Grundherren. 1282 wurde die Grundherrschaft an die Herren von Heinsberg verkauft. Damit war auch das Patronat der Kirche verbunden. 1492 wurde die Kirche dem Heinsberger Gangolfusstift, das auch den Zehnt besaß, inkorporiert. Nach der Zugehörigkeit zum Bistum Lüttich, dem Erzbistum Köln und heute dem Bistum Aachen gehört Breberen seit 1925 zum Dekanat Gangelt. Die heutige Kirche wurde um 1830 erbaut und am 18. Oktober 1944 gesprengt. 1954 wurde die Kirche mit einer neuen Fassade und einem Westturm neu aufgebaut.
Im Zuge der Pfarrgemeindereformen im Bistum Aachen wurde die ehemals eigenständige katholische Pfarrgemeinde St. Maternus Breberen in die Weggemeinschaft der katholische Pfarrgemeinden Gangelt eingegliedert.

### Schulwesen
- Volksschule Brüxgen, 1925: 2 Klassen, 2 Stufen, 1 Lehrer, 1 Lehrerin, 84 Kinder
- Volksschule Breberen-Schümm 1965: 5 Klassen, 5 Lehrerstellen, 178 Kinder

## Politik
Gemäß § 3 (1) c) der Hauptsatzung der Gemeinde Gangelt bilden die Orte Breberen, Broichhoven, Brüxgen, Buscherheide, Nachbarheid und Schümm einen Gemeindebezirk. Der wird durch einen Ortsvorsteher im Gemeinderat der Gemeinde Gangelt vertreten. Ortsvorsteher des Gemeindebezirks ist Günther Dammers. Stand 2014

## Infrastruktur
Infolge der über Jahrzehnte gewachsenen Ortsstrukturen gelten die Infrastruktur, die Sehenswürdigkeiten und die Vereine des Ortes Breberen auch für die Ortschaft Nachbarheid.
- Es existieren mehrere landwirtschaftliche Betriebe mit Tierhaltung, ein Pferdehof, ein Geflügelhof, ein Gartenbaubetrieb und mehrere Kleingewerbebetriebe.
- Die katholische Grundschule befindet sich in Breberen am Heidweg 2.[8]
- Der private Kindergartenverein Lindenbaum Breberen e. V. steht an der Hochstraße 28.[9]
- Der Ort hat Anschluss an das Radverkehrsnetz NRW.

## Sehenswürdigkeiten

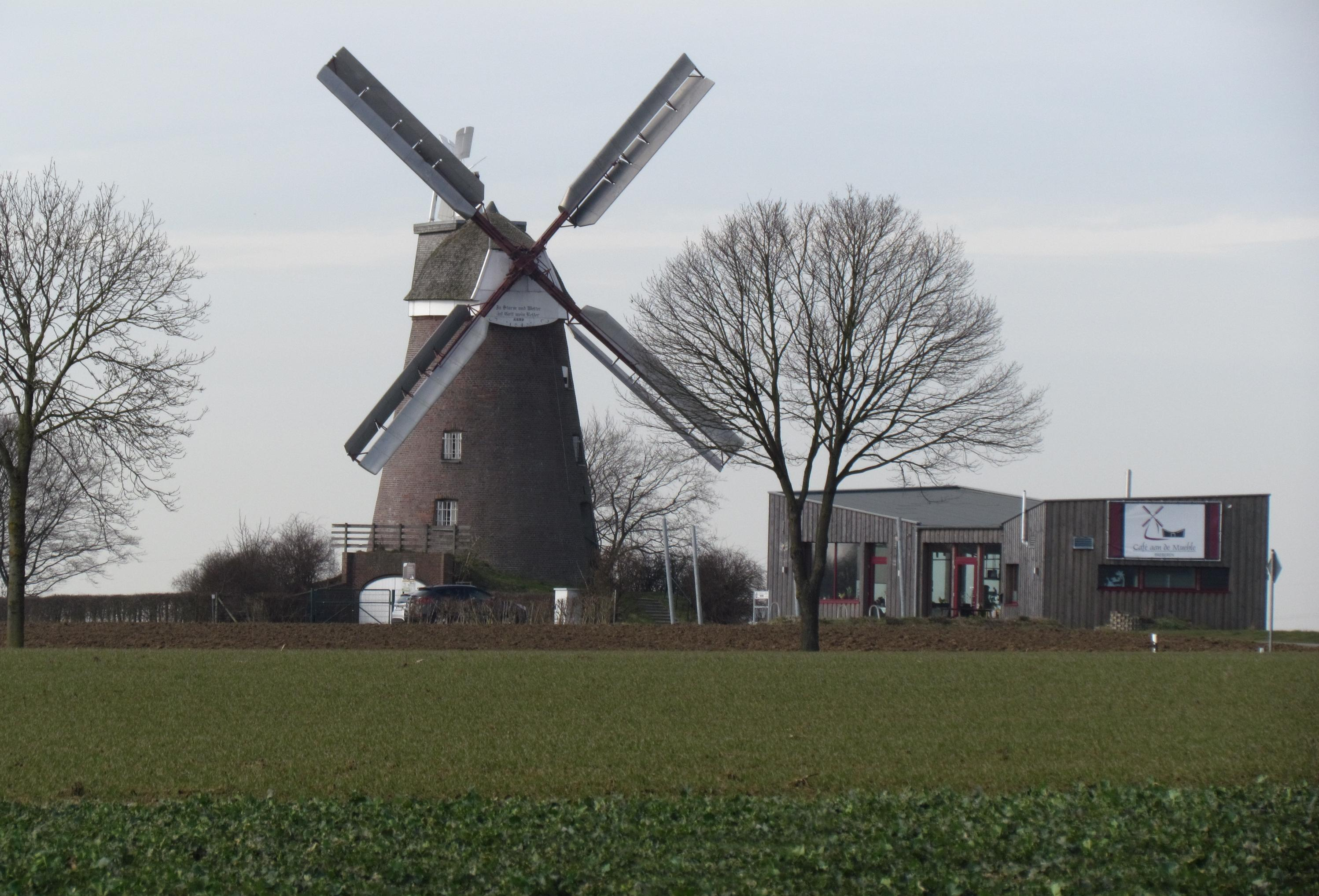
Windmühle

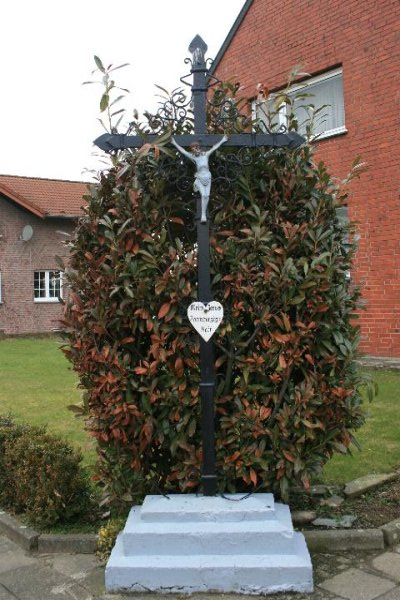
Wegekreuz

- Katholische Pfarrkirche St. Maternus in Breberen als Denkmal Nr. 29
- Buntverglasung in der katholischen Pfarrkirche[10]
- Windmühle Breberen als Denkmal Nr. 30, gelegen an der Selfkant-Mühlenstraße, heute betrieben vom Verein Historische Mühlen im Selfkant e. V.[11]
- Haus Altenburg in Breberen als Denkmal Nr. 31
- Wasserpumpe an der Römerstraße als Denkmal Nr. 33
- Wegekapelle in Nachbarheid

## Verkehr
Die nächstgelegene Bushaltestelle Abzw. Nachbarheid liegt etwa 500 Meter vom Ortskern entfernt. Von dort verkehren die AVV-Linien 436, 474 und 475 der WestVerkehr wochentags nach Breberen, Gangelt, Tüddern und Heinsberg.
Zudem verkehrt der Multi-Bus seit dem 9. Juni 2024 kreisweit erweitert und zu einheitlichen Bedienzeiten. Mehr Informationen gibt es bei WestVerkehr.
| Linie | Verlauf |
| ----- | --- |
| 436   | Heinsberg Busbf – Selsten – (Hontem – (Waldfeucht –) Bocket –) Abzw. Nachbarheid – Breberen – Saeffelen – Heilder – Höngen (→ Stein → Havert → Schalbruch → Isenbruch → Millen → Tüddern)                                                                                                   |
| 474   | Heinsberg Busbf – (Aphoven – Laffeld –) Selsten – (Braunsrath – Löcken – Schöndorf – Obspringen – Brüggelchen) / Hontem – Waldfeucht – Bocket – Saeffelen / Abzw. Nachbarheid ← Breberen – (Harzelt ← Langbroich ←) (Kievelberg – Hastenrath) / (Brüxgen – Schümm) / Vinteln – Gangelt      |
| 475   | (Oberbruch – Unterbruch) / Heinsberg Agentur für Arbeit – Heinsberg Busbf – Lieck –Kirchhoven – Vinn – Haaren – Obspringen – Brüggelchen – Waldfeucht – Bocket – Abzw. Nachbarheid – Breberen – Saeffelen – Heilder – Höngen – (Stein – Havert – Schalbruch – Isenbruch – Millen –) Tüddern |

## Vereine
- Freiwillige Feuerwehr Gangelt, Löscheinheit Breberen zuständig auch für Nachbarheid
- Vereinte Schützen e. V. Breberen-Brüxgen e. V.
- Trommler- und Pfeifercorps Breberen e. V.
- Instrumentalverein St. Josef Breberen-Schümm e. V.
- Sportverein 1920 SV Breberen e. V.
- Reit- und Fahrverein Breberen e. V.
- Breberener Karnevalsverein 84 e. V.
- Frauengemeinschaft Breberen e. V.
- Kirchenchor St. Cäcilia Breberen e. V.
- Jugendgruppe Breberen
- Sozialverband VdK Deutschland – Ortsverband Breberen

## Regelmäßige Veranstaltungen
- Vogelschuss der Bruderschaft
- Patronatsfest und Kirmes in Breberen
- St. Martin-Umzug in Nachbarheid

## Straßennamen
In Nachbarheid gibt es keine Straßenbezeichnungen, sondern nur Hausnummern, nach denen sich Einwohner, Postboten, Lieferanten und Besucher orientieren müssen.